# Marcel Daemgen
Marcel Daemgen (* 1965 in Frankfurt am Main) ist ein deutscher Musiker (Keyboard, Synthesizer, Komposition) und Medienkünstler.

## Wirken
Daemgen begann 1985 als Komponist, Produzent und Interpret. Mit Oliver Augst gründete er 1992 die Band Freundschaft, die sich dem Techno-Noise widmete und 1993 in der Knitting Factory auftrat. Seit Mitte der 1990er Jahre kam es auch zur Zusammenarbeit mit Alfred Harth, etwa im Nonett Cassini und bei Imperial Hoot.
Seit 1998 ist Daemgen Mitglied des Frankfurter Künstler- und Produktionskollektivs textXTND. Gemeinsam mit Augst veröffentlichte er, zunächst unter dem Titel „Arbeit“, zahlreiche Tonträger, die als Produktionen mit dem Deutschlandfunk entstanden, so 2001 das Album An den deutschen Mond und 2013 das Album „Dein Lied“, letzteres eingespielt mit dem Schlagzeuger Sven-Åke Johansson und den Gastsängern Raymond Pettibon und Christian Anders.

## Hörspiele (Auswahl)
- 2009: Oliver Augst, Marcel Daemgen, Bernhard Reiß: The Artist’s Corner: Arbeit Musique concrète im Städel – Komposition und Realisation: Oliver Augst, Marcel Daemgen, Bernhard Reiß (Ars acustica – HR/Städel Museum Frankfurt)
- 2011: Matthias Beltz, Oliver Augst, Rüdiger Carl: Oben 15 songs remixed – Komposition und Realisation: Oliver Augst, Rüdiger Carl. Live- und Master-Mix: Marcel Daemgen (Ars acustica – HR/txtnd/Mousonturm/Aventis Foundation)

Quelle: ARD-Hörspieldatenbank

## Diskographische Hinweise
- Arbeit: Brecht - Eisler (Frog Records 1998)
- Arbeit: An den deutschen Mond (TextXTND 2001)
- Arbeit: Marx (GROB 2004)
- Daemgen & September: Ruby Moon (Erdenklang Records 2006)
- Arbeit: Jugend (textXTND 2007)
- Arbeit: Fassbinder – Raben (CCn'C Records 2010)
- Augst & Daemgen: In zehn Sekunden ist alles vorbei (Kuckuck Schallplatten 2012)
- Augst & Daemgen: Dein Lied (Kuckuck Schallplatten 2013)
- Harth, Fischer, Daemgen: Confucius Tarif Reduit (Storeprint 2014)
- Augst & Daemgen: Best of (Kuckuck Schallplatten 2015)
- Revolver 23: Kirschblüten mit verstecktem Sprengstoff (mit Alfred Harth, Marcel Daemgen, Nicola L. Hein, Jörg Fischer) (Plus 106 2019)
- Augst & Daemgen: Winterreise (Homefamily 2020)